# 包景岭
包景岭（1954年—），山东海阳人，汉族，中华人民共和国政治人物，第十一届全国人民代表大会天津地区代表。毕业于天津大学土建系。农工党党员。2008年，当选为全国人大代表。2013年，再次当选全国人大代表。